# Соломахо, Варвара Михайловна
Варвара Михайловна Соломахо (25 мая 1934 год, деревня Репино, Октябрьский район, Гомельская область) — ткачиха Минского тонкосуконного комбината Министерства лёгкой промышленности Белорусской ССР. Герой Социалистического Труда (1971).

## Биография
Родилась в 1934 году в крестьянской семье в деревне Репино.
Окончила семилетнюю школу в посёлке Глуша Бобруйского района. С 1951 года проживала в Минске. С 1952 года — ученица, ткачиха Минского тонкосуконного комбината. Окончила Всесоюзный заочный техникум лёгкой промышленности в Минске.
В 1960 году присвоено звание «Ударник коммунистического труда». Досрочно выполнила производственные задания Семилетки (1959—1965) и свои личные социалистические обязательства, за что была награждена Орденом Ленина.
Завершила восьмую пятилетку (1966—1970) за три с половиной года. Указом Президиума Верховного Совета СССР от 5 апреля 1971 года за выдающиеся успехи в досрочном выполнении заданий пятилетнего плана и большой творческий вклад в развитие производства тканей, трикотажа, обуви, швейных изделий и другой продукции лёгкой промышленности удостоена звания Героя Социалистического Труда с вручением ордена Ленина и золотой медали «Серп и Молот».
Избиралась делегатом XXIV съезда КПСС.
С 1975 по 1980 года — мастер производственного обучения в ГПТУ № 43 в Минске. С 1980 по 1992 год — ткачиха тонкосуконного комбината.
В 1992 году вышла на пенсию. Проживает в Минске.

## Награды
- Орден Ленина — дважды (09.06.1966; 1971)
- Почётный гражданин Фрунзенского района Минска